# Vigneux-de-Bretagne
Vigneux-de-Bretagne – miejscowość i gmina we Francji, w regionie Kraj Loary, w departamencie Loara Atlantycka.
Według danych na rok 2010 gminę zamieszkiwało 5438 osób, a gęstość zaludnienia wynosiła 99 osób/km².